# Bystročice
Obec Bystročice se nachází v okrese Olomouc v Olomouckém kraji. Žije zde 895 obyvatel.

## Název
Na vesnici bylo přeneseno původní pojmenování jejích obyvatel, které znělo Bezstryjčici. Jeho základem bylo osobní jméno Bezstryjek ("kdo nemá strýce") a znamenalo "Bezstryjkovi lidé". Od druhé poloviny 13. století je jméno doloženo s počátečním Bystr-, nová podoba vznikla přikloněním počátku jména k bystrý.

## Historie
První zmínka o vesnici je z roku 1141 (Beztrycicich).

## Památky
- kostel svatého Cyrila a Metoděje z roku 1858
- sochy svatého Jana Nepomuckého a Františka Saleského u mostu přes Blatu
- pomník obětem první světové války

## Vybavenost obce
V obci se nachází mateřská škola a základní škola. V roce 2013 byla ve škole vybudována nová přístavba, protože kapacita mateřské školy již nebyla dostačující. V obci se nachází i Obecní knihovna Bystročice, která je od roku 2018 v nových větších prostorách. Dále se v obci nachází jezdecký klub, ve kterém je možné si nechat ustájit vlastní koně. V obci bylo vybudováno velké moderní sportoviště: tenisové kurty, minigolf, hřiště s umělým povrchem, dětské hřiště atd.

## Části obce
- Bystročice
- Žerůvky

## Přírodní poměry
Jihozápadní částí obce protéká říčka Blata.

## Galerie

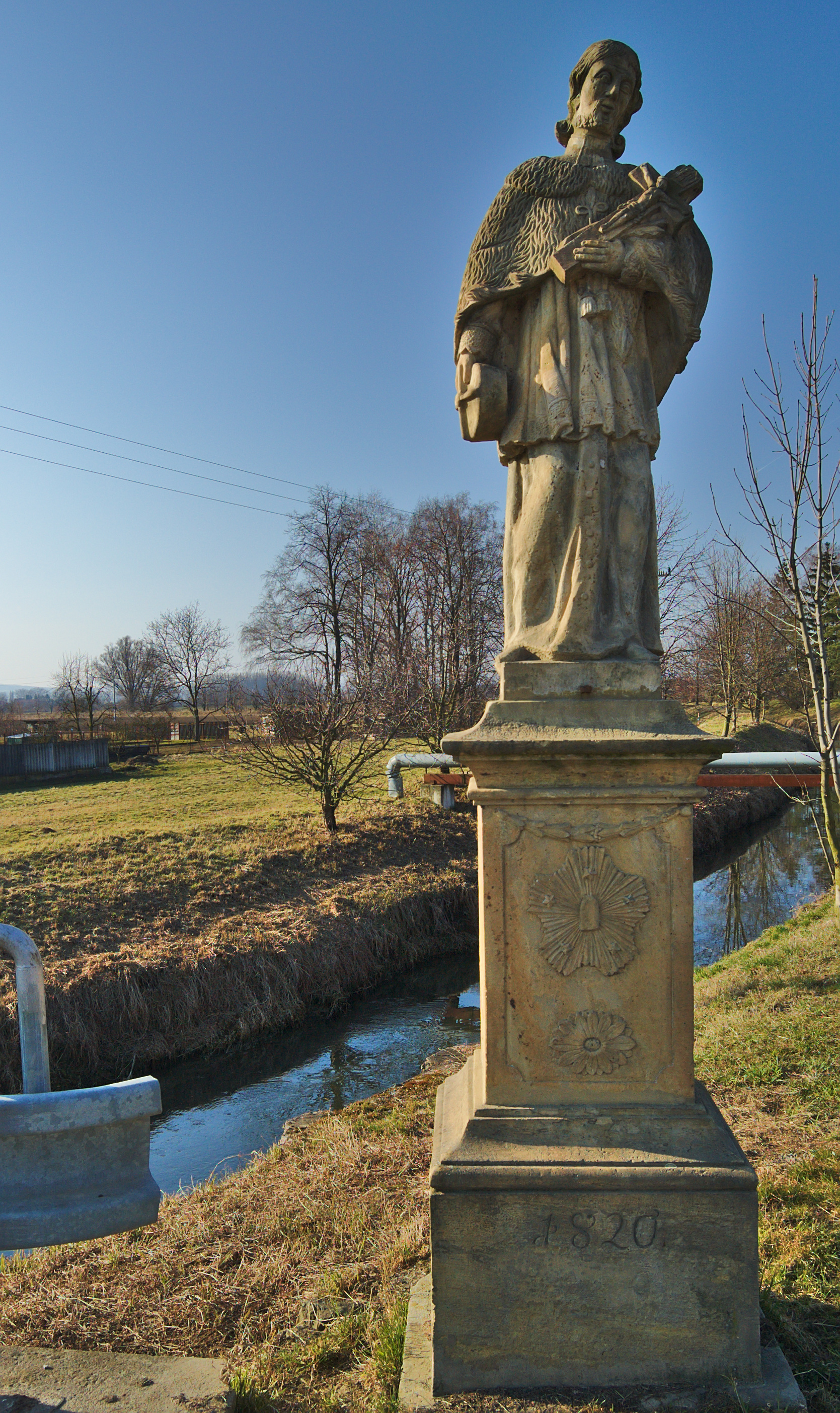
Socha na mostě
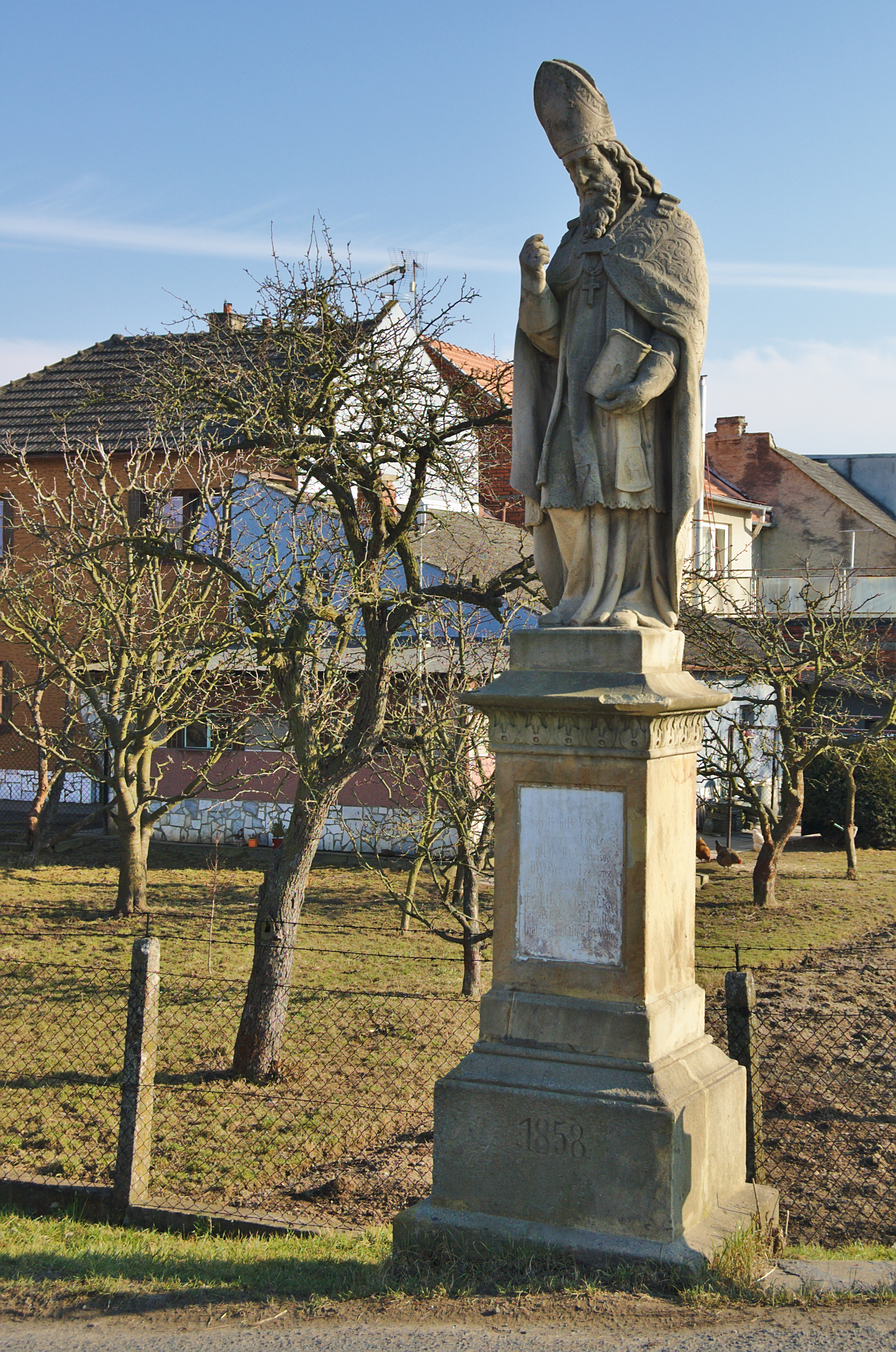
Socha na mostě
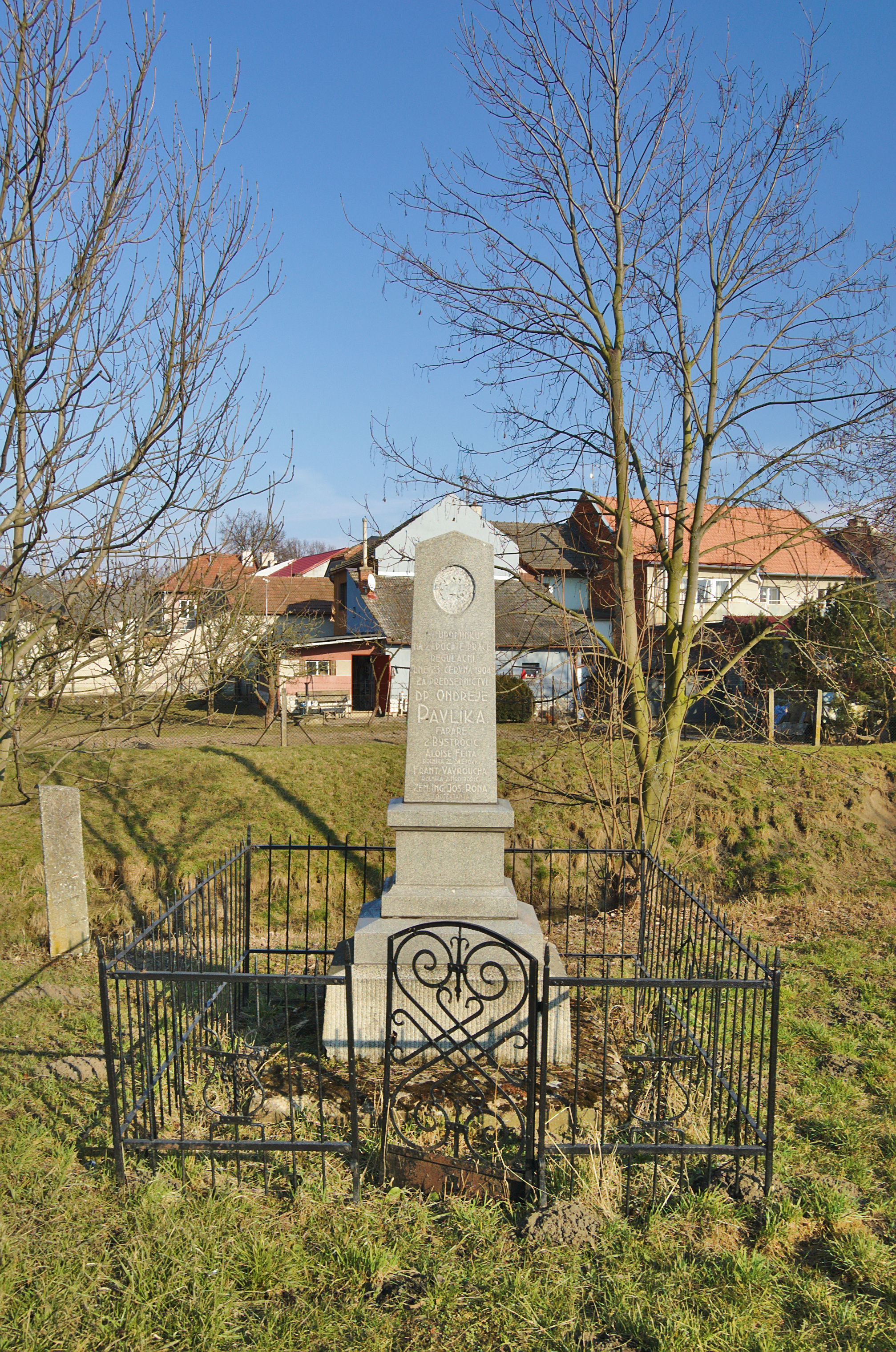
Vzpomínka na započatí regulačních prací
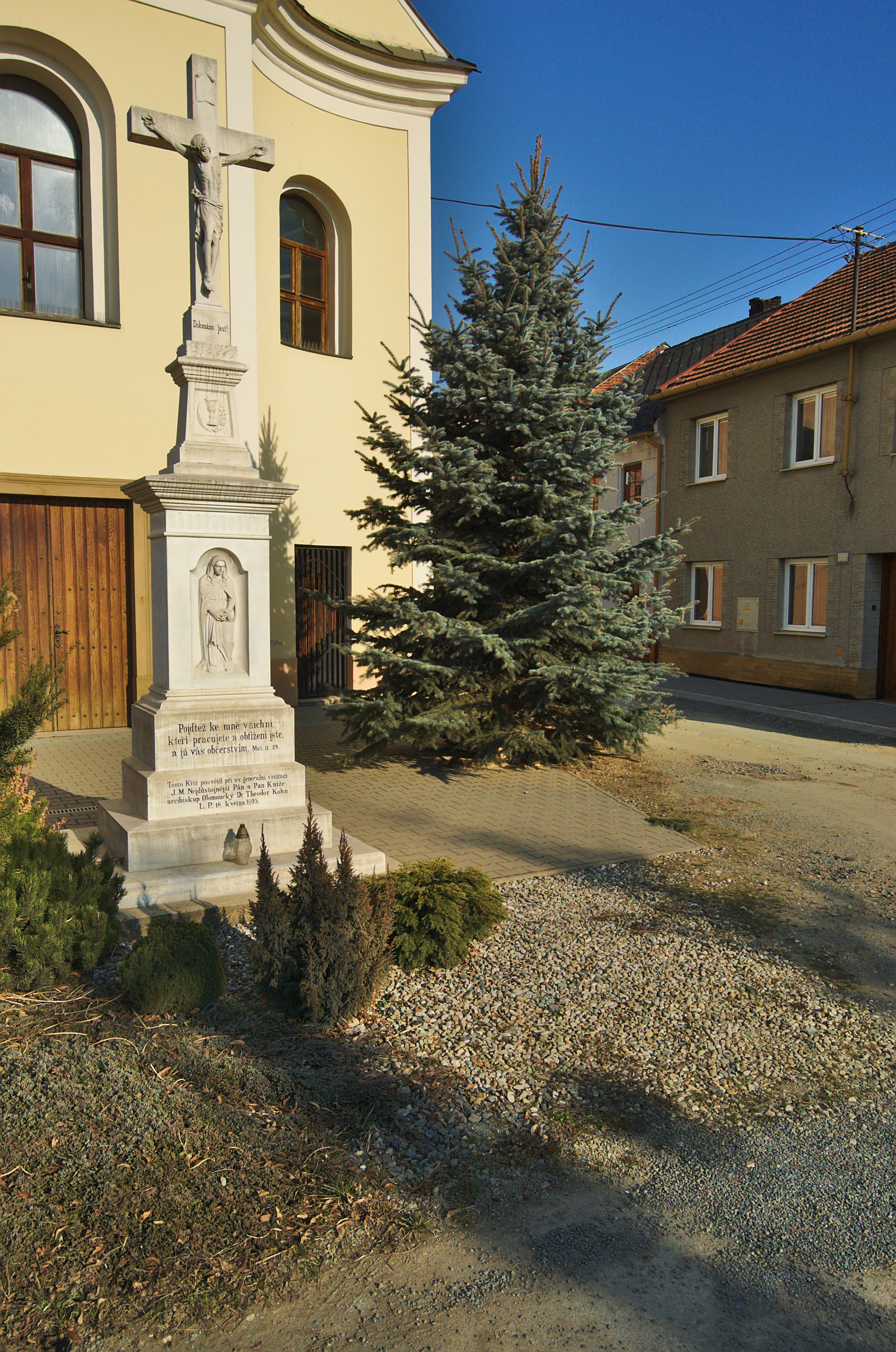
Kříž před kostelem
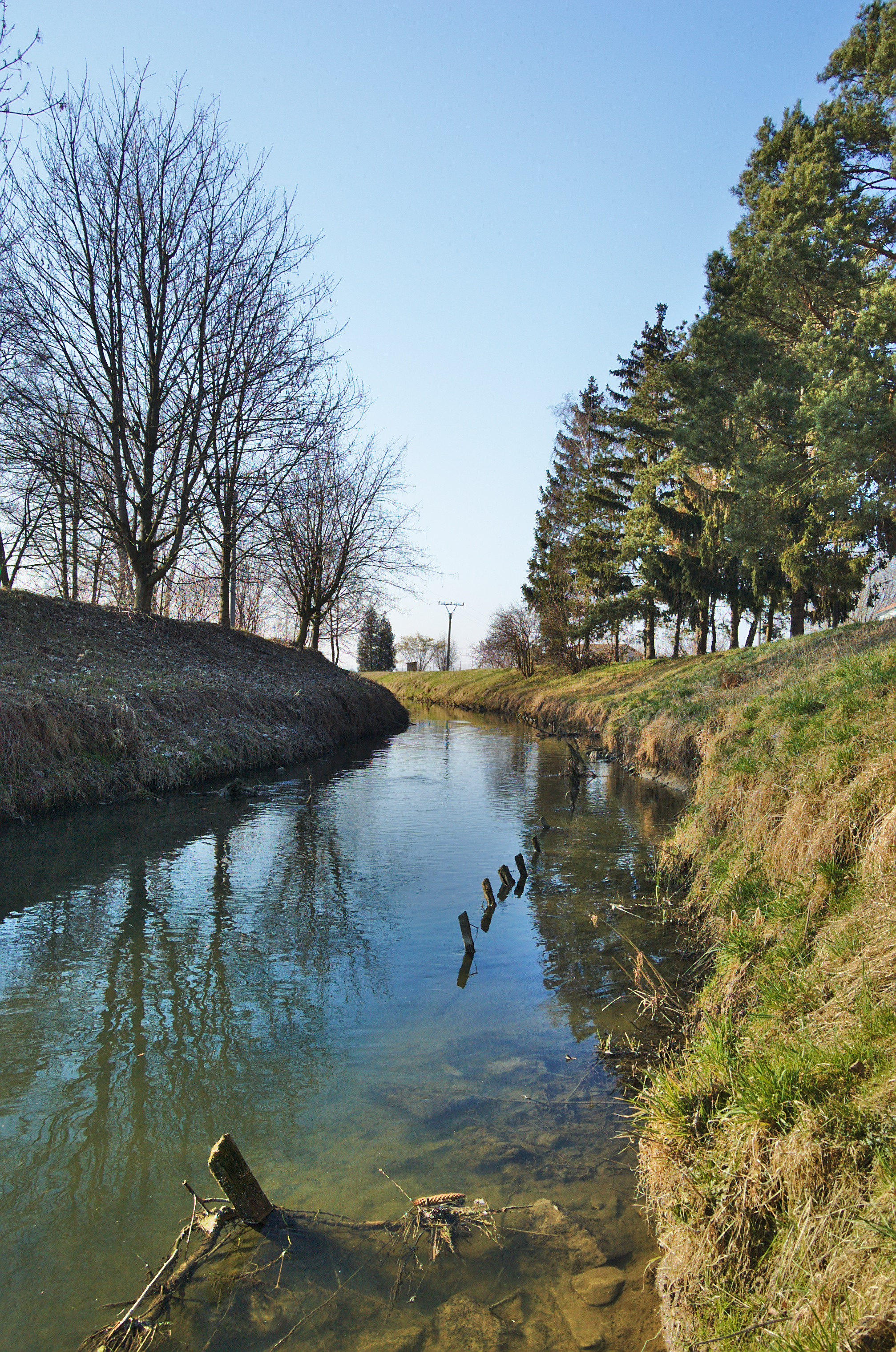
Říčka Blata u vesnice